# RX J1856.5-3754
RX J1856.5-3754 (també anomenat RX J185635-3754, RX J185635-375 i diverses altres designacions) és una estrella de neutrons en la corona Austral. Es creu que va ser creada per una supernova fa un milió d'anys i s'està movent a una velocitat de 108 km/s a través del cel. Va ser descoberta el 1992, i observacions del 1996 van confirmar que es tractava d'una estrella de neutrons, la més propera a la Terra mai descoberta. Primerament, es va creure que era a uns 150–200 anys llum de distància, però les següents observacions, fent servir l'Observatori de raigs X Chandra del 2002, varen mostrar que la distància n'era superior: d'uns 400 anys llum. Es va proposar que era una estrella massa petita per a ser de neutrons i que, per tant, havia de ser una estrella de quarks (vegeu 3C58). Aquesta hipòtesi no té suport actual per la seva manca d'evidència.